# Plaine de la Scarpe
La plaine de la Scarpe est une plaine où coule la Scarpe située dans le nord de la France, à proximité des villes de Marchiennes et Saint-Amand-les-Eaux.